# میشان
میشان (پارسی میانه: 𐭬𐭩𐭱𐭠𐭭) یکی از استان‌های شاهنشاهی ساسانی بود. این استان شامل پادشاهی‌های دست‌نشانده پارتی میشان و کرخینیا می‌شد و در شمال تا امتداد اروندرود و پایین‌دست دجله ادامه می‌یافت. ساکنان آن بابلی‌ها، عرب‌ها، ایرانیان و حتی برخی گروه‌های هندی و مالایی (مالایی‌ها احتمالاً برده‌هایی بودند که از شبه قاره هند آورده شده بودند) بودند. طبق گفته‌های استرابون این استان بسیار حاصلخیز و مناسب برای کشت جو بود و در آن نخل فراوانی یافت می‌شد. میشان همچنین یک مرکز بازرگانی در خلیج فارس بود.

## جمعیت
میشان همانند سایر استان‌های غربی ساسانی همچون دل ایران‌شهر، دارای گروه‌های قومی متفاوتی بود؛ آشوری‌ها، عرب‌های میشانی و بدوی، جمعیت سامی‌زبان استان را در کنار نبطی‌ها و بازرگانان پالمیرایی می‌ساختند. ایرانی‌ها نیز در استان مستقر شده بودند و جات‌ها نیز در این استان یافت می‌شدند که از هند آمده بودند. گروهی از مالایی‌ها نیز، یا به عنوان اسیر یا ملوان، در میشان زندگی می‌کردند.